# 甘地诞辰日
甘地诞辰日是每年10月2日纪念印度革命领袖莫罕达斯·卡拉姆昌德·甘地诞辰的纪念，属印度公众假期。联合国大会于2007年6月15日通过决议，将10月2日当天定为國際非暴力日。
纪念日当天，印度全国都会举办祈祷和纪念活动，包括新德里的甘地纪念馆。此外，多个城市的大学、地方政府机构和社会政治机构都会举办祷告会和纪念仪式。学生和社区都会举办绘画和散文比赛，宣扬非暴力生活理念，纪念甘地在印度独立运动中的突出贡献。纪念仪式一般会播放甘地最爱的《拜赞歌》。全印度各地的甘地像装饰着鲜花和花环，有些人白天忌酒肉。而公共大楼、银行和邮局都会关闭。